# Джерсівілл (Іллінойс)
Джерсівілл (англ. Jerseyville) — місто (англ. city) в США, в окрузі Джерсі штату Іллінойс. Населення — 8337 осіб (2020).

## Географія
Джерсівілл розташований за координатами 39°7′4″ пн. ш. 90°19′37″ зх. д. / 39.11778° пн. ш. 90.32694° зх. д. (39.117742, -90.326984).  За даними Бюро перепису населення США в 2010 році місто мало площу 13,16 км², уся площа — суходіл.

## Демографія
Згідно з переписом 2010 року, у місті мешкало 8465 осіб у 3480 домогосподарствах у складі 2171 родини. Густота населення становила 643 особи/км².  Було 3756 помешкань (285/км²).
Расовий склад населення:
| - 97,4 % — білих - 0,5 % — азіатів - 0,2 % — корінних американців - 0,2 % — чорних або афроамериканців |

До двох чи більше рас належало 1,5 %. Частка іспаномовних становила 1,1 % від усіх жителів.
За віковим діапазоном населення розподілялося таким чином: 22,6 % — особи молодші 18 років, 57,6 % — особи у віці 18—64 років, 19,8 % — особи у віці 65 років та старші. Медіана віку мешканця становила 40,1 року. На 100 осіб жіночої статі у місті припадало 86,9 чоловіків;  на 100 жінок у віці від 18 років та старших — 84,4 чоловіків також старших 18 років.
Середній дохід на одне домашнє господарство  становив 60 884 долари США (медіана — 50 232), а середній дохід на одну сім'ю — 71 263 долари (медіана — 56 691). Медіана доходів становила 47 448 доларів для чоловіків та 32 792 долари для жінок. За межею бідності перебувало 6,4 % осіб, у тому числі 10,2 % дітей у віці до 18 років та 3,9 % осіб у віці 65 років та старших.
Цивільне працевлаштоване населення становило 4128 осіб. Основні галузі зайнятості: освіта, охорона здоров'я та соціальна допомога — 27,6 %, роздрібна торгівля — 23,1 %, виробництво — 12,1 %, мистецтво, розваги та відпочинок — 9,1 %.